# Riesenstachelschnecke
Die Riesenstachelschnecke, Aufgeblasene Stachelschnecke oder der Krausdorn (Chicoreus ramosus, Synonyme: Murex ramosus, Murex inflatus) ist eine Schnecke aus der Familie der Stachelschnecken (Gattung Chicoreus), die im Indopazifik verbreitet ist. Mit bis über 30 cm Gehäuselänge ist es die größte Art der Familie. Sie ernährt sich vor allem von Mollusken.

## Merkmale
Das länglich eiförmige, quergefurchte und gestreifte Schneckenhaus von Chicoreus ramosus, das bei ausgewachsenen Schnecken eine Länge von 20 cm, bisweilen bis zu 33 cm erreicht, hat ein eher niedriges Gewinde, einen bauchigen, „aufgeblasenen“ Körperumgang und eine große, rundlich ovale Gehäusemündung, die in einen mäßig langen, breiten, offenen, leicht nach oben gebogenen Siphonalkanal ausläuft. An der äußeren Lippe der Mündung ragt vorn ein zahnartiger Vorsprung heraus. Jeder der Umgänge weist drei Varices auf, entlang derer über das Gehäuse drei Reihen krummer, ausgezackter und rinnenförmiger Stacheln verlaufen. Auf dem Siphonalkanal sitzen 2 bis 3 solcher Stacheln. Zwischen den stachelbesetzten Wülsten sitzen jeweils zwei ungleiche Reihen kleinerer Höcker. Das Haus ist außen weiß und rotbraun gewölkt, innen an der Mündung rosenrot und weiter innen weiß. Das große, graue, etwas krumme Operculum ist hornig.

## Verbreitung
Die Riesenstachelschnecke ist im Indopazifik weit verbreitet, im Roten Meer und im Indischen Ozean von der Küste Ostafrikas und Südafrikas ostwärts, um Madagaskar und den Golf von Oman, im Pazifischen Ozean bis zum östlichen Polynesien, von Japan bis nach Queensland (Australien) und Neukaledonien.

## Lebensraum
Die Aufgeblasene Stachelschnecke ist auf Korallenriffen sehr häufig, oft auf sauberem grobem Sand und feinem Kies, wo sie sich teilweise eingräbt. Sie lebt in der Gezeitenzone und unterhalb bis in Tiefen von etwa 10 m.

## Lebenszyklus
Wie andere Stachelschnecken ist Chicoreus ramosus getrenntgeschlechtlich, wobei es eher mehr ausgewachsene Weibchen als Männchen gibt. Geschlechtsreife Tiere sind ab einer Gehäuselänge von 12 cm beobachtet worden. Das Männchen begattet das Weibchen mit seinem Penis. Oft kommen viele Weibchen zusammen, um gemeinsam eine große Anzahl gestielter Eikapseln, die auf einer Seite konkav und der anderen konvex sind, auf einer bandförmigen Basalmembran am festen Substrat zu befestigen. Nach Untersuchungen an der Südostküste Indiens können dies pro Gelege 70 oder auch 700 Kapseln sein. Eine Eikapsel ist nach Messungen in Ko Phuket (Thailand) im Durchschnitt etwa 18 mm lang und 6 mm breit und enthält etwa 333 bis 735 kugelförmige Eier mit einem Durchmesser von 16,5 bis 66 µm, von denen ein kleiner Teil als Nähreier dient. Die Veliger-Larven schlüpfen etwa 3 Wochen nach Eiablage und machen eine etwa 2- bis 3-wöchige pelagische Phase durch, während der sie sich von Plankton ernähren. Die Gehäuse der Veliger-Larven sind beim Schlupf 580 bis 640 µm lang und 480 bis 540 µm breit und haben etwa 1,2 bis 1,3 Umgänge. Kurz vor der Metamorphose, 2 bis 3 Wochen nach Schlupf, sind ihre Gehäuse etwa 1100 µm lang, 850 µm breit und haben etwa 2,2 bis zu 0,38 µm breite Umgänge. Bereits frisch metamorphosierte Jungschnecken erbeuten kleine Muscheln und Schnecken.

## Nahrung
Chicoreus ramosus frisst insbesondere Muscheln, darunter Austern (Ostrea cristagalli) und Archenmuscheln (Arca sp.), deren Schale mit dem zahnartigen Vorsprung an der Gehäusemündung des Räubers aufgehebelt oder aufgebrochen wird.

## Bedeutung für den Menschen
Chicoreus ramosus, lange Zeit unter dem Originalnamen Murex ramosus von Linné oder auch dem Synonym Murex inflatus Lamarck bekannt, wird wegen seines Gehäuses gesammelt, das als Schmuck verkauft wird. Insbesondere in Indien wird das Gehäuse viel gehandelt.
Traditionell wird unter anderem in Neuguinea das Fleisch der Aufgeblasenen Stachelschnecke im Gehäuse gebraten und danach das leere Schneckenhaus verkauft. Das Operculum dient traditionell unter dem Namen „echte Räucherklaue“ (Unguis odoratus), früher auch Ungula aromatica; in Apotheken auch „Blatta byzantina“; auch lateinisch blatta byzantia (oder blacta bizantia, oft im Plural: blactae binziantiae) Riechschale, Schalen von Murex inflatus und anderer Arten als Räucherwerk, insbesondere in Ostindien.
Methanolische Extrakte aus den Eigelegen der Schnecke zeigen antibiotische Eigenschaften.
Auf Grund der hohen Nachfrage nach Riesenstachelschnecken wird auch an der Nachzucht der Schnecken gearbeitet, wobei die Veliger-Larven und metamorphosierten Jungschnecken in geschützten Becken gehalten werden.